# Soraga di Fassa
Soraga di Fassa (ladí Sorèga) és un municipi italià, dins de la província autònoma de província de Trento. És un dels municipis del vall de Fassa (Ladínia). L'any 2007 tenia 680 habitants. Limita amb els municipis de Pozza di Fassa, Rocca Pietore, Vigo di Fassa, Falcade i Moena.

## Administració
| Període | Identitat          | Partit        |
| ------- | ------------------ | ------------- |
| 2004-   | Roberto Pellegrini | Llista cívica |